# Émilienne Morin
Émilienne Clemence Léontine Morin (Angers, 28 de octubre de 1901 - Quimper, 14 de febrero de 1991) fue una taquigrafista y anarcosindicalista francesa, compañera de Buenaventura Durruti. En 1936, formó parte de la columna Durruti, unidad militar anarquista, durante la guerra civil española. Fue apodada "Mimi-FAI" en honor a la Federación Anarquista Ibérica (FAI).

## Biografía
Émilienne Clemence Léontine Morin nació el 28 de octubre de 1901 en Angers, Maine y Loira, Francia, hija de Léontine Ernestine Giroux, una trabajadora de una fábrica, y Étienne Morin, un activista anarcosindicalista del Sindicato de Trabajadores de la Construcción. Sus padres se casaron el 19 de diciembre de 1904. Morin estuvo involucrada en círculos revolucionarios desde muy joven y participó activamente en el grupo del distrito 15 de las Juventudes sindicalistas y en 1923 fue miembro de su Bureau.
En 1916, fue secretaria del periódico pacifista y antimilitarista Ce qu'il faut dire, fundado por Sébastien Faure y Mauricius Van Damme para oponerse al Manifiesto de los Dieciséis.
En 1924 se casó con el activista libertario italiano Mario Cascari, (también conocido como Cesario Tafani y Oscar Barodi) en Yerres, aunque pronto se divorciaron.
El 14 de julio de 1927, Morin conoció al anarquista español Buenaventura Durruti en la Librairie internationale anarchiste (Librería Anarquista Internacional) de París. Se convirtieron en compañeros de vida hasta la muerte de él. Ese mismo día, su amiga Berthe Fabert también conoció en la librería a su futuro compañero de vida, Francisco Ascaso.

### Bruselas
En julio de 1927, Durruti fue expulsado de Francia a Bélgica y Morin dejó su trabajo como mecanógrafa para reunirse con él en Bruselas, donde muchos anarquistas españoles vivían fuera del radar. Allí conoció a Juan Manuel Molina Mateo y a Lola Iturbe, cofundadora de la organización de mujeres libertarias Mujeres Libres a principios de 1928.
Morin y Durutti llevaron una vida difícil en Bélgica. A veces ella trabajaba mientras él estaba desempleado y se ocupaba de las tareas del hogar.

### España
En 1931, la pareja viajó a España donde acababa de proclamarse la Segunda República Española. Morin participó en las actividades de la Confederación Nacional del Trabajo, y trabajó en sus publicaciones.
El 4 de diciembre de 1931 nació en Barcelona su hija Colette Durruti. Dadas las numerosas ausencias y encarcelamientos de Durutti, Morin la crio prácticamente sola, con la ayuda de una amiga anarquista, Teresa Margaleff, quien a veces actuaba como niñera mientras Morin trabajaba como acomodadora en el Teatro Goya. Desde su llegada a España, Morin envió periódicamente artículos sobre "Choses d'Espagne" al periódico anarquista francés Le Libertaire.

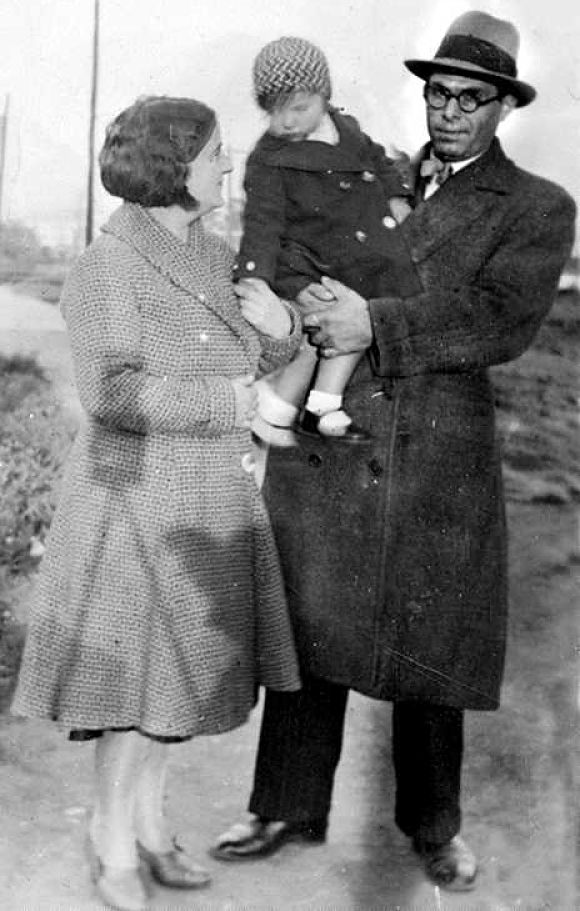
Con Durruti y su hija Colette en febrero de 1936 en Barcelona.

Tras el golpe de Estado en España de julio de 1936 y la Revolución social española de 1936, Morin se unió a la Columna Durruti en el frente de Aragón, parte de la guerra civil española. La columna (unidad militar) estaba compuesta por alrededor de 6.000 hombres y mujeres, algunas de las cuales lucharon y murieron en el frente, como Pepita Inglés. Ya en agosto, Morin figuraba entre los administradores del cuartel general de la Columna, donde estaba a cargo de la oficina de prensa.
El 20 de noviembre de 1936, Buenaventura Durruti murió en la batalla de Madrid. Morin asistió a su gran funeral el 23 de noviembre de 1936.

### Regreso a Francia
En 1937, Morin regresó a Francia con su hija, instalándose en el número 5 de Villa Stendhal en París. Hizo campaña, de palabra y de hecho, a favor de los revolucionarios españoles. El 27 de mayo de 1937, fue una de las oradoras -junto con Haussard, Sébastien Faure, Fidel Miró, Bernardo Pou y Cortés- en la gran reunión de apoyo celebrada por la Unión Anarquista en la Salle de la Mutualité de París, a la que asistieron unas 4.000 personas.
En septiembre de 1937 se alquilaron a su nombre cuatro grandes salones en el número 28 del Boulevard Saint Denis como oficina de la publicación La Nouvelle Espagne antifascista/La Nueva España antifascista, cuyo director era Nemesio Galve, quien defendía la línea oficial de la Confederación Nacional del Trabajo y Federación Anarquista Ibérica.
El 22 de noviembre de 1938 presidió una reunión para conmemorar a Durruti celebrada en la Salle de la Mutualité por la Union Anarchiste, en la que participaron E. Frémont, Suzanne Levy, P. Herrera y Chazoff.
Morin colaboró con la organización Solidaridad Internacional Antifascista (SIA) dirigida por Louis Lecoin y Nicolas Faucier, para recaudar fondos y ayudas para los refugiados españoles internados en campos del sur de Francia. En julio de 1938 publicó sus memorias del Frente en el periódico Le Libertaire, publicación de la Unión Anarquista.
Después de la guerra, mantuvo estrechos vínculos con muchos refugiados libertarios españoles. Émilienne Morin se retiró posteriormente a Quimper y murió allí, en el Hospital de Cornouaille, el 14 de febrero de 1991.